# Étui porte-anches
 (signalé en mai 2025).
Si vous disposez d'ouvrages ou d'articles de référence ou si vous connaissez des sites web de qualité traitant du thème abordé ici, merci de compléter l'article en donnant les références utiles à sa vérifiabilité et en les liant à la section « Notes et références ».
- Archive Wikiwix
- Bing
- Cairn
- DuckDuckGo
- E. Universalis
- Gallica
- Google
- G. Books
- G. News
- G. Scholar
- Persée
- Qwant
- (zh) Baidu
- (ru) Yandex
- (wd) trouver des œuvres sur Wikidata

Pour les articles homonymes, voir étui.

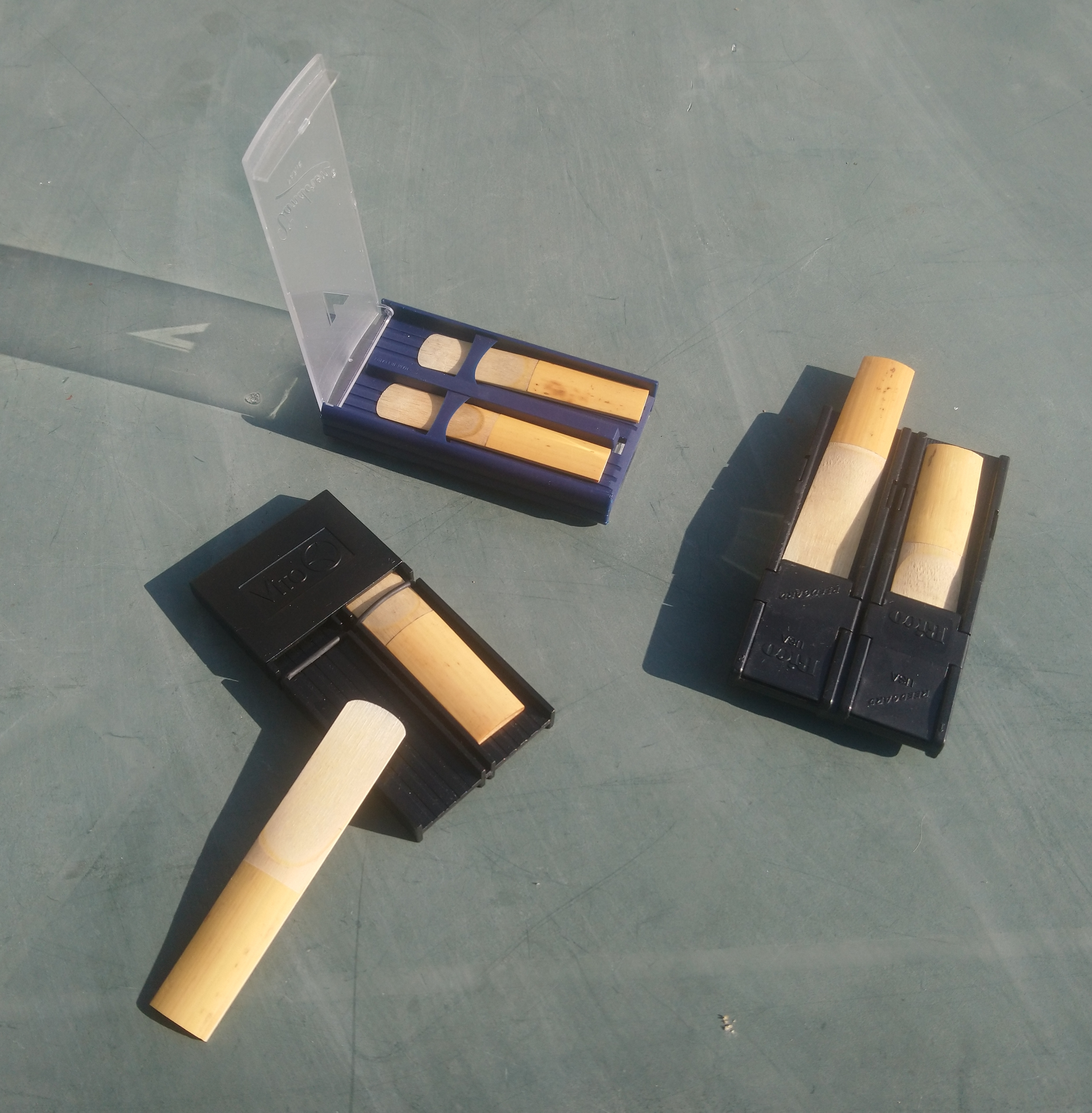
Différents étuis porte-anches économiques en plastique pour clarinettes soprano et basse

Un étui porte-anches (ou porte-anches) est un dispositif de protection mécanique utile au transport d'une ou plusieurs anches simple ou double. Certains étuis disposent d'un moyen de contrôle hygrométrique.
Dans le cas des anches simples, l'étui permet à l'anche de sécher à plat sans déformer sa table sur une surface plane généralement nervurée. Certains modèles disposent d'une plaque en verre. L'anche peut être immobilisée par son biseau dans une encoche du logement. 
Les modèles les plus simples et économiques sont en plastique, les plus aboutis sont des petits coffrets en bois précieux.
La taille de l'étui est adaptée à celles des anches et à leur nombre.
Les modèles à plusieurs anches permettent au musicien d'effectuer une rotation.
Lors d'un concert, l'artiste peut conserver des anches en réserve dans un étui porte-anches à proximité (e.g. poche de veste) en cas de défaillance de l'anche (choc sur la pointe de l'anche, chaleur de la scène...)

## Galerie
|                                                                        |
| Étui pour anches de hautbois en cuir et papier (fin du XVIIIe siècle). |

|                                  |
| Étui à anches de basson en bois. |

|                                                          |
| Étui individuel pour anche simple de la maison Vandoren. |